# محسن تنابنده
محسن تنابنده (زادهٔ ۲۶ فروردین ۱۳۵۴) بازیگر، نویسنده و کارگردان ایرانی است. او ابتدا در تئاتر مشغول به فعالیت بود و چند سال بعد برای بازی و نوشتن فیلم‌نامهٔ استشهادی برای خدا (۱۳۸۳) برندهٔ جایزهٔ بهترین بازیگر نقش مکمل مرد و نامزد دریافت جایزهٔ بهترین فیلم‌نامه از جشنوارهٔ فیلم فجر شد. او مدتی بعد نیز برای ایفای نقش در هفت دقیقه تا پاییز (۱۳۸۸) سیمرغ بلورین بهترین بازیگر مرد جشنوارهٔ فیلم فجر را کسب کرد.
تنابنده برای بازی در نقش نقی معمولی در مجموعهٔ تلویزیونی پایتخت (۱۳۸۹–۱۴۰۴) شهرت دارد. او طراح و سرپرست نویسندگان این مجموعه بود و برای این نقش و فیلم‌نامه‌اش برندهٔ سه جایزهٔ حافظ شد. او همچنین برای بازی در فیلم ندارها (۱۳۸۹) دیپلم افتخار جشنوارهٔ فیلم فجر را دریافت کرد و برای فراری (۱۳۹۴) بار دیگر برندهٔ جایزهٔ بهترین بازیگر مرد جشنوارهٔ فیلم فجر شد. او در درام تحسین‌شدهٔ قهرمان (۱۴۰۰) حضور داشت و برای نقش‌آفرینی در جنگ جهانی سوم (۱۴۰۱) برندهٔ جایزهٔ بهترین بازیگر مرد بخش افق‌های جشنوارهٔ فیلم ونیز شد.

## زندگی
محسن تنابنده در ۲۶ فروردین سال ۱۳۵۴ در تهران زاده شد اما پدر او اهل دامغان است. او همچنین نقل کرده است که خاله اش اهل بهشهر مازندران است و به زبان مازندرانی تسلط دارد. او فرزند دوم خانواده است و به جز خودش، سه برادر و سه خواهر دارد، خانواده تنابنده به اقتضای شغل پدر به پیکان شهر می‌روند. پس از مدتی سکونت در آنجا به اسلامشهر رفته و مقیم این شهر در حاشیه تهران می‌شوند. محسن تنابنده مقاطع تحصیلی ابتدایی و راهنمایی و دبیرستان را در اسلامشهر سپری کرد، او فارغ‌التحصیل رشته بازیگری است. تنابنده به‌طور حرفه‌ای فعالیت بازیگری خود را در عرصهٔ تئاتر یک سال قبل از ورودش به دانشگاه، در سال ۱۳۷۴ با بازی در نمایش بارعام و پس از آن نمایش جریان عصبی که هر دو اثر نوشته و کار حسن وارسته است آغاز کرد. پس از تجربهٔ چند نقش در تئاتر با این کارگردان، با بازی در فیلم دانه‌های ریز برف به کارگردانی علیرضا امینی در سال ۱۳۸۲ وارد سینما شد، البته او در طول دوران حرفه‌ای خود همواره علاوه بر بازیگری به نویسندگی و بازیگردانی نیز مشغول بوده است.
تنابنده در سال ۱۳۸۸ برای بازی در فیلم‌های سنگ اول و هفت دقیقه تا پائیز و در سال ۱۳۹۵ برای بازی در فیلم فراری سیمرغ بهترین بازیگر نقش اول مرد از جشنوارهٔ فیلم فجر دریافت کرده است. او در سال ۱۳۸۶ برای بازی در فیلم استشهادی برای خدا برندهٔ سیمرغ بلورین بهترین بازیگر نقش مکمل مرد جشنوارهٔ فیلم فجر شد. تنابنده همچنین موفق به دریافت جوایز مختلفی از دیگر جشنواره‌های داخلی و خارجی شده است.
بازی او در مجموعه تلویزیونی پایتخت در نقش نقی معمولی در ذهن‌ها ماندگار شد. او همچنین در سریال شاهگوش در سه نقش با گریم‌های متفاوت ظاهر شد، از دیگر نقش‌های عجیب او بازی در نقش یک پیرزن در سریال ابله است. تنابنده در فیلم محمد رسول‌الله، نقش ساموئل یهودی را بازی کرده که بیشتر دیالوگ‌ها را با زبان عبری بیان می‌کند.

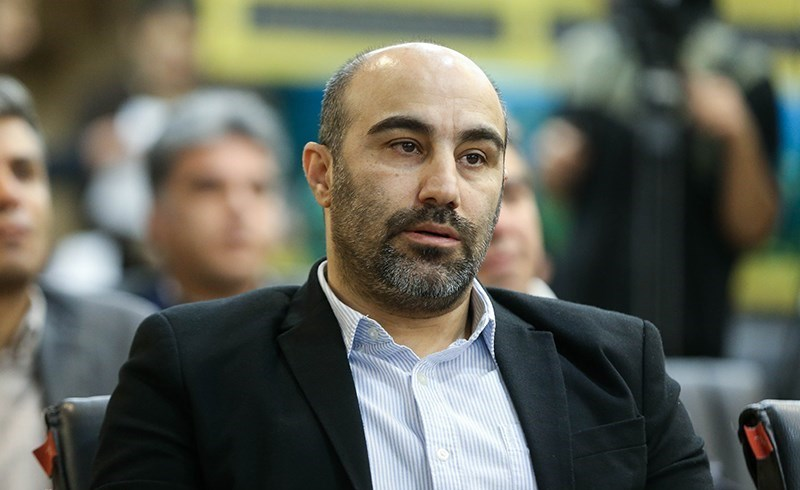
تنابنده در ۱۳۹۷

محسن تنابنده فعالیت خود در عرصهٔ کارگردانی را با ساخت فیلم گینس در سال ۱۳۹۳ آغاز کرد. وی همچنین در دومین تجربهٔ کارگردانی خود، در سال ۱۳۹۷، فیلم قسم را ساخت.

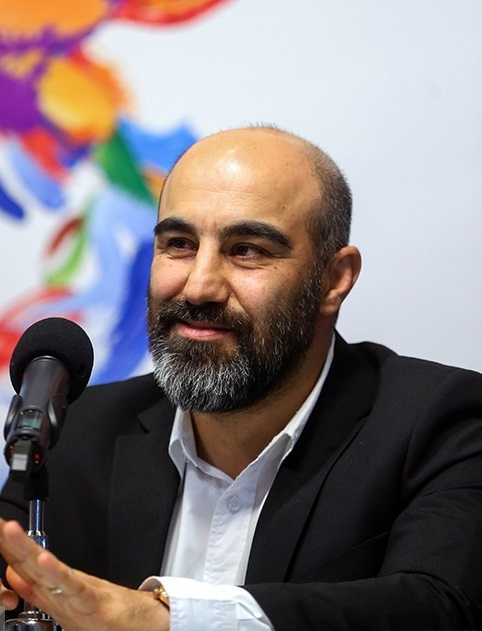
تنابنده در ۲۰۱۹

محسن تنابنده و احمد مهران‌فر هنگامی که در میانه فیلمبرداری پایتخت ۶ بودند، در واکنش به اهانتهای مجری برنامه جهان آرا به رخشان بنی‌اعتماد و باران کوثری که از شبکه افق پخش شد، از همکاری با صدا و سیما برای همیشه انصراف دادند. (نکته:ولی بعداً برای ساخت سریال پایتخت ۷ برگشتند) محسن تنابنده در اظهاراتش گفت: «... هم‌اکنون هم چاره‌ای جز ادامه تصویربرداری پایتخت ۶ نداریم وگرنه می‌خواستم همین الان همکاری ام را با تلویزیون به اتمام برسانم.»

### طعنه به سیلی زدن نماینده مجلس
پس از آنکه سیلی زدن نماینده سبزوار در مجلس به یک سرباز وظیفه بازتاب اعتراض‌آمیز گسترده‌ای در رسانه‌ها و فضای مجازی پیدا کرد، محسن تنابنده به این موضوع واکنش نشان داد و با انتشار سکانسی از سریال پایتخت نوشت: 
«حاج آقا مالکی هم نماینده مجلس بود ولی مطیع قانون حتی اگه مأمور به من می‌گفت بچه خوشگل!»

### دیپلم افتخار هومن برق‌نورد
در چهل و یکمین دوره جشنواره بین‌المللی فیلم فجر دیپلم افتخار بهترین بازیگر نقش مکمل مرد برای فیلم سینمامتروپل به هومن برق‌نورد اهدا شد. تنابنده با انتشار تصویری از دیپلم افتخار برق‌نورد در حساب اینستاگرام به خط خوردگی جایزه او اشاره کرد. پس از حواشی به‌وجود آمده در مورد تصویر دیپلم افتخار مجتبی امینی دبیر چهل و یکمین دوره جشنواره بین‌المللی فیلم فجر تصویر اصلی دیپلم افتخار هومن برق نورد را منتشر کرد.

## فیلم‌شناسی و جوایز

### جوایز و افتخارات

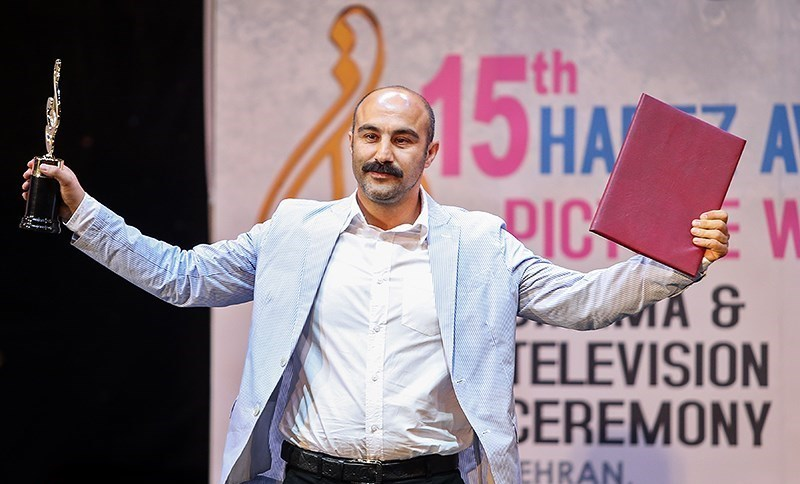
محسن تنابنده برنده تندیس بهترین فیلمنامه از پانزدهمین دوره جشن حافظ (۱۳۹۳)

جوایز از جشنواره فیلم فجر:
| سال  | جایزه                                   | فیلم                         | نتیجه    |
| ---- | --------------------------------------- | ---------------------------- | -------- |
| ۱۳۹۹ | سیمرغ بلورین بهترین بازیگر نقش اول مرد  | روزی روزگاری آبادان          | نامزدشده |
| ۱۳۹۷ | سیمرغ بلورین بهترین فیلمنامه            | قسم                          | نامزدشده |
| ۱۳۹۵ | سیمرغ بلورین بهترین بازیگر نقش اول مرد  | فراری                        | برنده    |
| ۱۳۹۳ | سیمرغ بلورین بهترین بازیگر نقش اول مرد  | ایران برگر                   | نامزدشده |
| ۱۳۸۹ | دیپلم افتخار بهترین بازیگر نقش مکمل مرد | ندارها                       | برنده    |
| ۱۳۸۹ | سیمرغ بلورین بهترین بازیگر نقش مکمل مرد | ندارها                       | نامزدشده |
| ۱۳۸۸ | سیمرغ بلورین بهترین بازیگر نقش اول مرد  | سنگ اول و هفت دقیقه تا پائیز | برنده    |
| ۱۳۸۶ | سیمرغ بلورین بهترین فیلمنامه            | استشهادی برای خدا            | نامزدشده |
| ۱۳۸۶ | سیمرغ بلورین بهترین بازیگر نقش مکمل مرد | استشهادی برای خدا            | برنده    |

جوایز از جشن حافظ:
| سال  | جایزه                                       | فیلم              | نتیجه    |
| ---- | ------------------------------------------- | ----------------- | -------- |
| ۱۴۰۲ | تندیس حافظ بهترین بازیگر مرد درام تلویزیونی | رهایم کن          | نامزدشده |
| ۱۴۰۲ | تندیس حافظ بهترین بازیگر مرد سینما          | سه کام حبس        | نامزدشده |
| ۱۴۰۰ | تندیس حافظ بهترین بازیگر مرد سینما          | قهرمان            | نامزدشده |
| ۱۳۹۹ | تندیس حافظ بهترین بازیگر مرد کمدی تلویزیونی | پایتخت ۶          | برنده    |
| ۱۳۹۹ | تندیس حافظ بهترین فیلمنامه تلویزیونی        | پایتخت ۶          | نامزدشده |
| ۱۳۹۹ | تندیس حافظ بهترین کارگردانی سینما           | قسم               | نامزدشده |
| ۱۳۹۷ | تندیس حافظ بهترین بازیگر مرد کمدی تلویزیونی | پایتخت ۵          | نامزدشده |
| ۱۳۹۷ | تندیس حافظ بهترین فیلمنامه تلویزیونی        | پایتخت ۵          | برنده    |
| ۱۳۹۷ | تندیس حافظ بهترین بازیگر مرد سینما          | فراری             | نامزدشده |
| ۱۳۹۴ | تندیس حافظ بهترین بازیگر مرد کمدی تلویزیونی | پایتخت ۳          | نامزدشده |
| ۱۳۹۴ | تندیس حافظ بهترین فیلمنامه تلویزیونی        | پایتخت ۳          | برنده    |
| ۱۳۹۴ | تندیس حافظ بهترین بازیگر مرد سینما          | ایران برگر        | نامزدشده |
| ۱۳۹۳ | تندیس حافظ بهترین بازیگر مرد کمدی تلویزیونی | پایتخت ۲ و شاهگوش | برنده    |
| ۱۳۹۳ | تندیس حافظ بهترین فیلمنامه تلویزیونی        | پایتخت ۲          | نامزدشده |
| ۱۳۹۰ | تندیس حافظ بهترین بازیگر مرد سینما          | سن‌پطرزبورگ        | نامزدشده |

دیگر جوایز:
- برنده جایزهٔ بهترین بازیگر مرد در هفتاد و نهمین دوره جشنواره بین‌المللی فیلم ونیز (بخشِ افق‌ها) برای فیلم جنگ جهانی سوم ۲۰۲۲
- برنده جایزه‌بهترین بازیگر مرد برای فیلم سه کام حبس درجشنواره فیلم سلیمانیه (۱۴۰۰)[۲۷]
- برنده تندیس بهترین کارگردانی برای ساخت فیلم قسم در مراسم اهدای جوایز نهمین جشنواره فیلم استرالیا (۱۳۹۹)[۲۸]
- برنده تندیس بهترین کارگردانی برای ساخت فیلم قسم در ششمین جشنواره فیلم زوریخ (۱۳۹۹)
- برنده تندیس بهترین بازیگر مرد برای بازی در فیلم شکستن همزمان بیست استخوان در مراسم اهدای جوایز هشتمین جشنواره فیلم استرالیا (۱۳۹۸)
- برنده جایزه بهترین بازیگر مرد برای بازی در فیلم شکستن همزمان بیست استخوان از جشنواره بین‌المللی فیلم دیوراما هند (۱۳۹۷)[۲۹]
- برنده تندیس بهترین بازیگر مرد برای بازی در فیلم فراری از جشنواره بین‌المللی فیلم شهر (بخش بین‌الملل) (۱۳۹۶)
- برنده تندیس کلوزآپ و لوح تقدیر بهترین بازیگر مرد برای بازی در فیلم فراری از جشنواره فیلم شید (۱۳۹۶)
- نشریه معتبر دنیای تصویر نقش نقی معمولی (با بازی محسن تنابنده) را جزء ۱۰۰ نقش ماندگار تاریخ سینما و تلویزیون ایران انتخاب کرد (۱۳۹۵)[۳۰]
- برنده تندیس بهترین بازیگر مرد برای مجموعه تلویزیونی پایتخت ۴ از نظرسنجی سه ستاره (۱۳۹۵)[۳۱]
- برنده یاس زرین بهترین بازیگر مرد برای بازی در مجموعه شاهگوش از چهارمین جشنواره بین‌المللی فیلم یاس (۱۳۹۵)[۳۲]
- برنده تندیس بهترین بازیگر مرد برای مجموعه تلویزیونی پایتخت از جشنواره تلویزیونی جام جم (۱۳۹۱)[۳۳]